# Plessur-Alpen
Die Plessur-Alpen (gelegentlich auch Plessurgebirge oder kurz Plessur) sind eine Gebirgsgruppe im Schweizer Kanton Graubünden. Höchster Gipfel ist das Aroser Rothorn (2980 m ü. M.).
Die Gruppe wird durch den Fluss Plessur in zwei Teile getrennt. Inmitten des Gebirges liegt der Kurort Arosa mit dem Welschtobel sowie den Talschaften Schanfigg, Urdental, Fondei und Sapün, außen herum Ferienorte wie Klosters, Davos oder Lenzerheide.

## Lage
Die Plessur-Alpen werden den westlichen Ostalpen zugeordnet und grenzen in zentraler Lage unmittelbar an die Westalpen. Nach der Alpenvereinseinteilung der Ostalpen (AVE) wird die Gruppe wie folgt begrenzt:
- im Nordwesten vom Rhein. Dieser bildet die Grenze der AVE-Einteilung der Ostalpen. Am anderen Ufer steht der Calandastock der Glarner Alpen
- zum Rätikon im Nordosten bildet das Prättigau (Landquart) die Grenze
- von Klosters bis Davos grenzt ein kleines Stück an die Silvretta
- im Südosten ist die Gruppe von den Albula-Alpen durch den Lauf der Landwasser und die Albula bis Tiefencastel getrennt
- im Südwesten von den Oberhalbsteiner Alpen durch Albula und Hinterrhein

Der Name geht auf den Schweizer Geologen Bernhard Studer zurück, der sie als „fast voralpine Abteilung“ innerhalb der Rhätischen Alpen bezeichnete.

## Gliederung und wichtige Gipfel
Die Plessur-Alpen umfassen mehrere Ketten:
- die Parpaner-Rothorn/Lenzer Horn-Kette: Hier befinden sich die höchsten Berge der Gruppe, neben dem Arosa Rothorn noch das Erzhorn (2924 m), das Lenzer Horn und das Parpaner Rothorn. Letzteres wird ebenso wie Hörnli, Weissflue und Weisshorn von einer Gondelbahn bedient.
- die Stätzerhorn-Kette mit dem Stätzerhorn (2574 m) als höchstem Punkt
- die Hochwangkette (Hochwang 2534 m)
- die Weissfluegruppe mit der Weissflue (2844 m)
- die Weisshornkette mit dem Weisshorn (2653 m)
- die langgezogene Strelakette mit dem Guggernellgrat (2810 m) als höchstem Punkt. Ihrer grauen Färbung wegen wird die nordwestliche Reihe dieser Bergkette zusammen mit der Linie Schafrügg-Erzhorn auch als Aroser Dolomiten bezeichnet und ist aus imposanten Schuttkegeln aufgebaut.

## Landschaft
Inmitten des Plessurgebirges entspringt die namensgebende Plessur, welche sich dann durch das Schanfigg windet und bei Chur in den Rhein mündet.

## Bilder

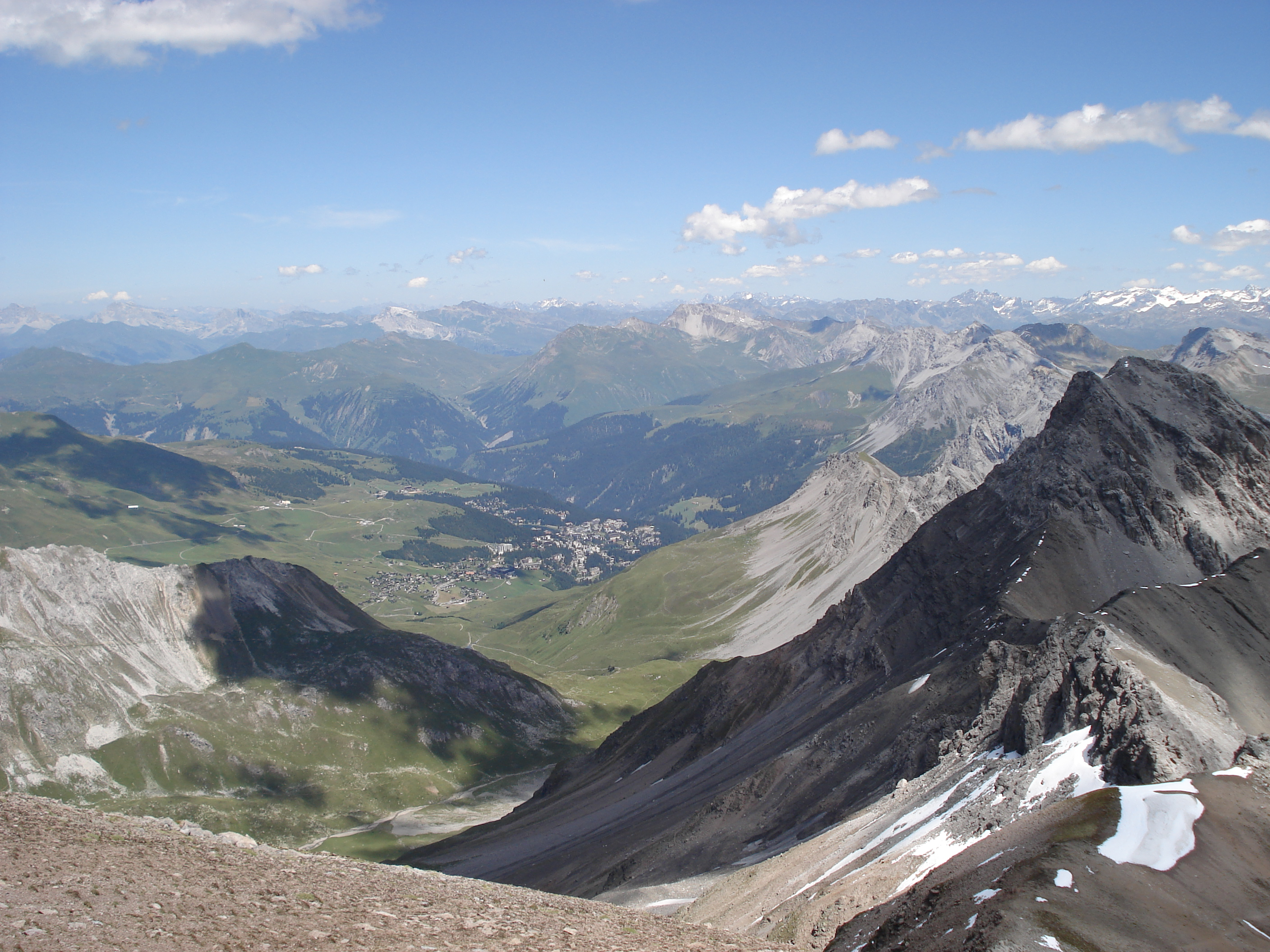
Aussicht vom Aroser Rothorn nach Nordosten (Arosa)
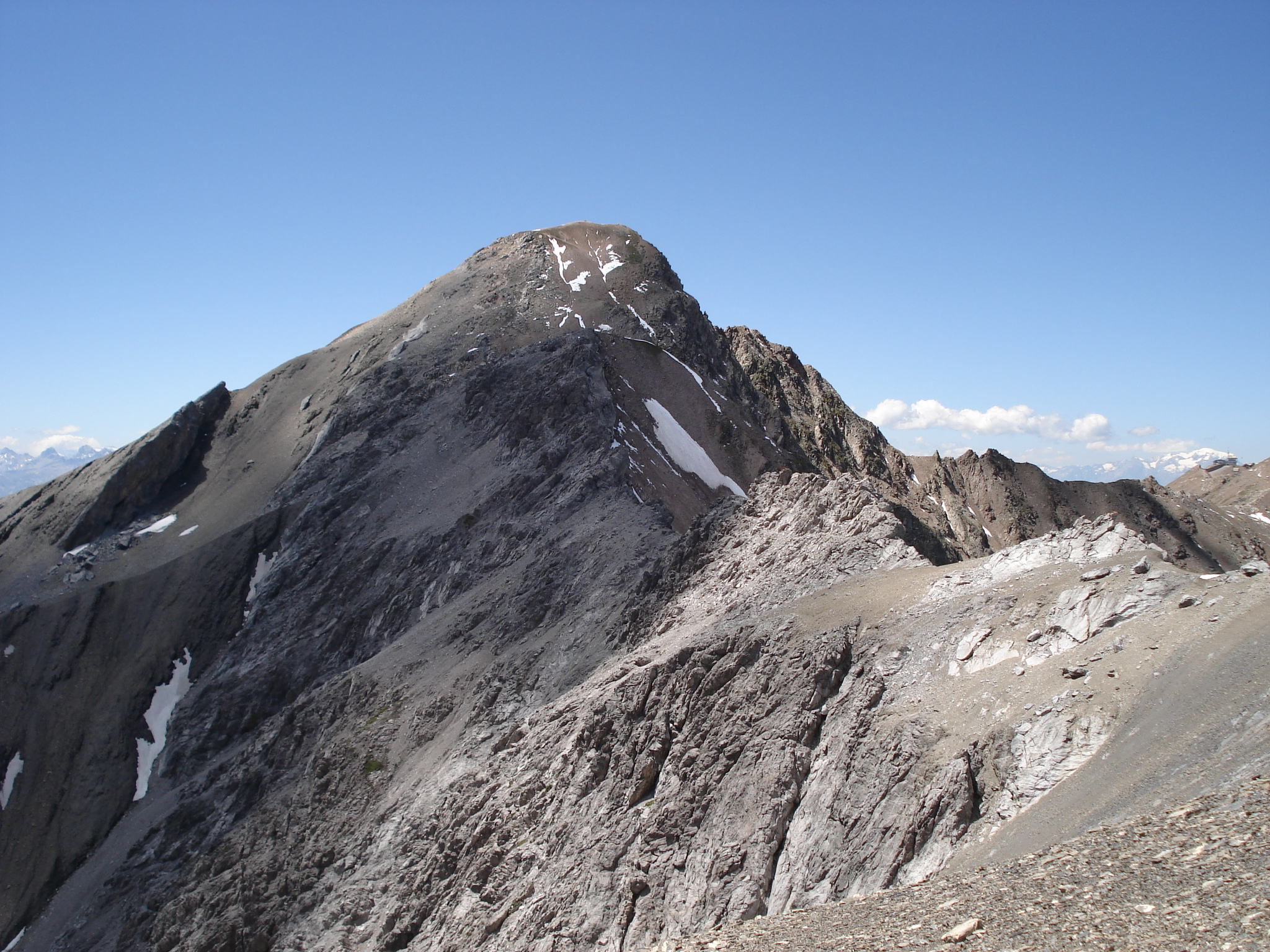
Das Aroser Rothorn, höchster Berg der Plessur-Alpen
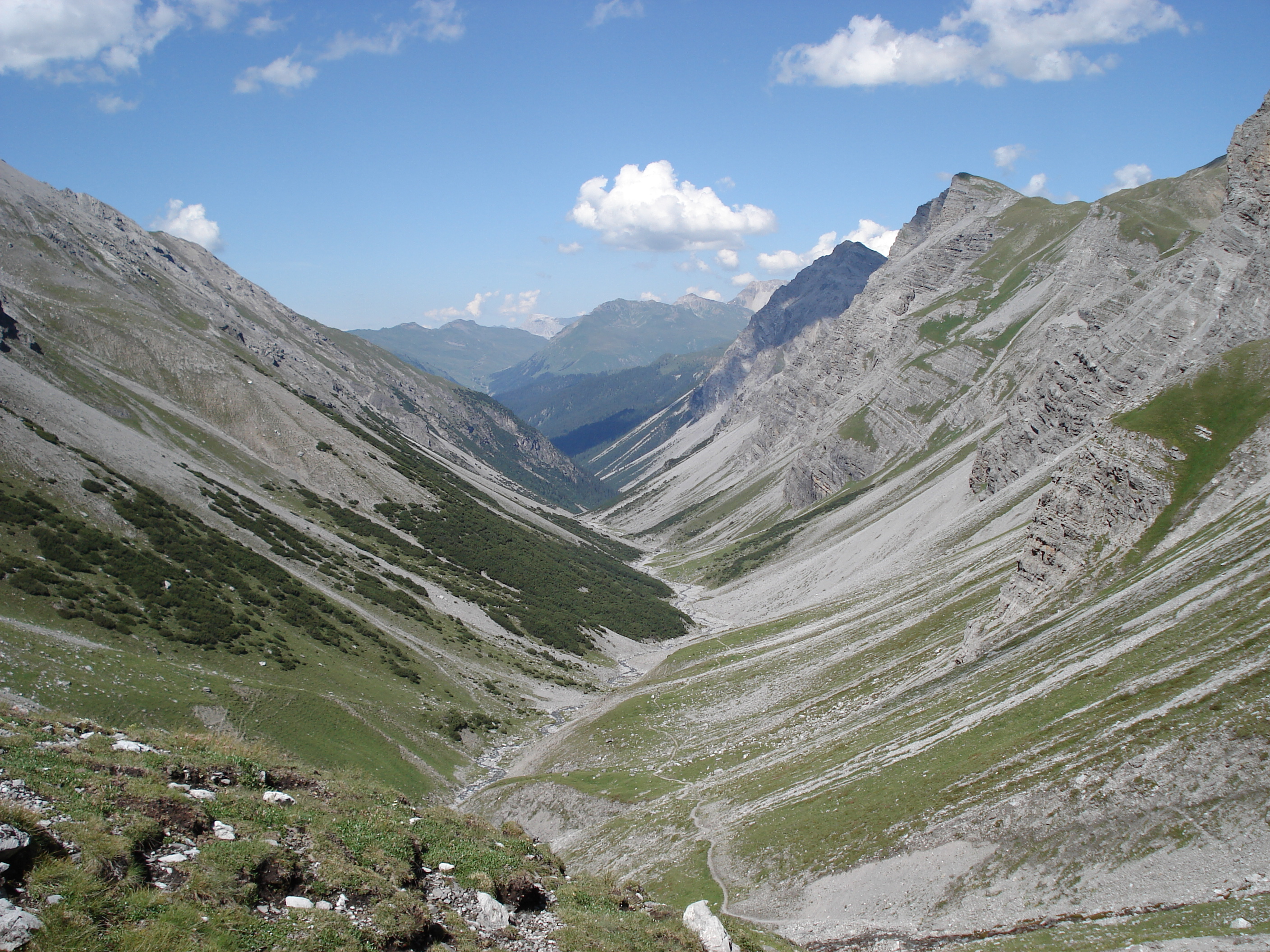
Das Welschtobel, Richtung Fondei und Sapün gesehen
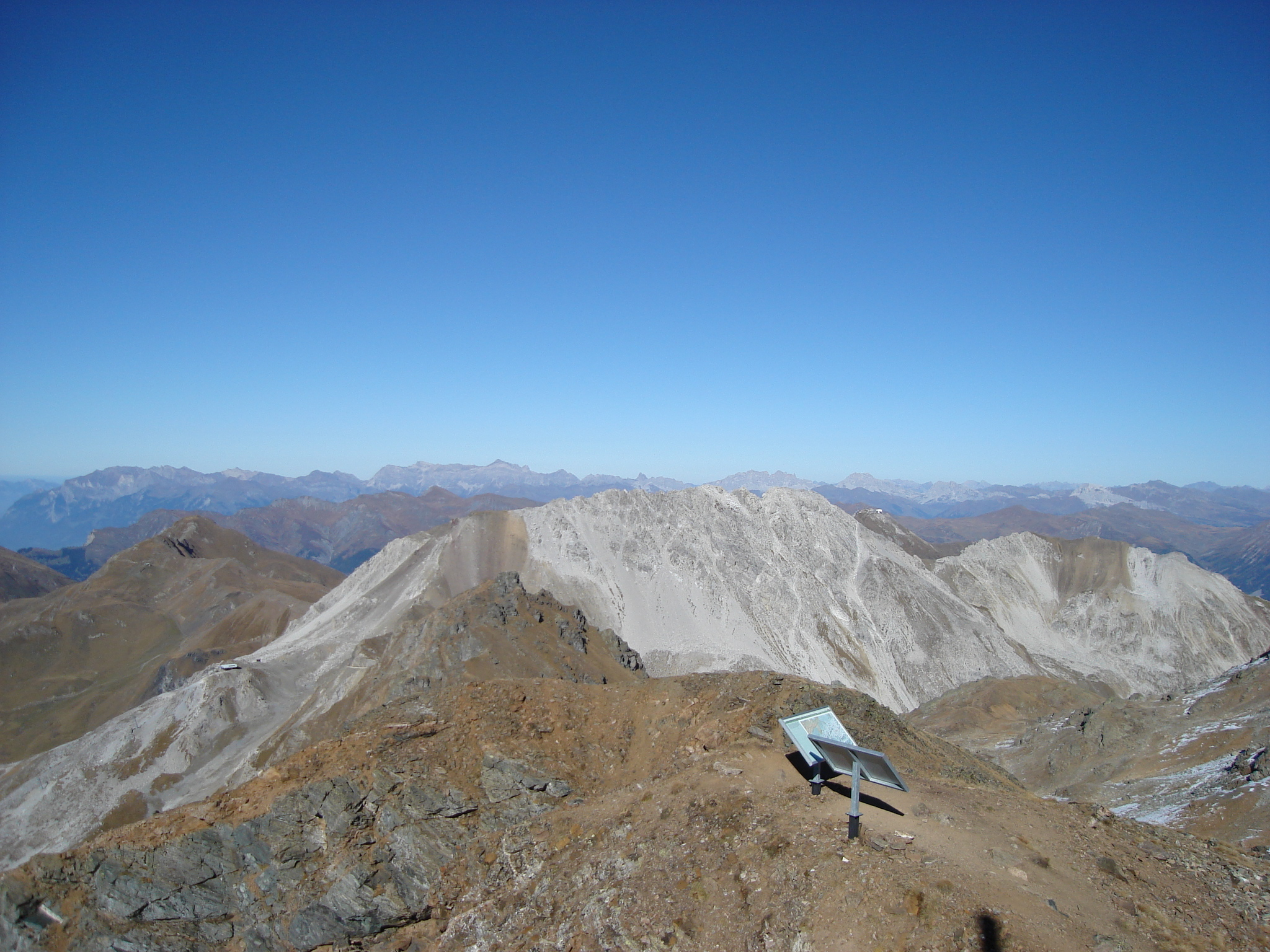
Geologische Kontraste mit Blick zu Parpaner Weisshorn und Tschirpen
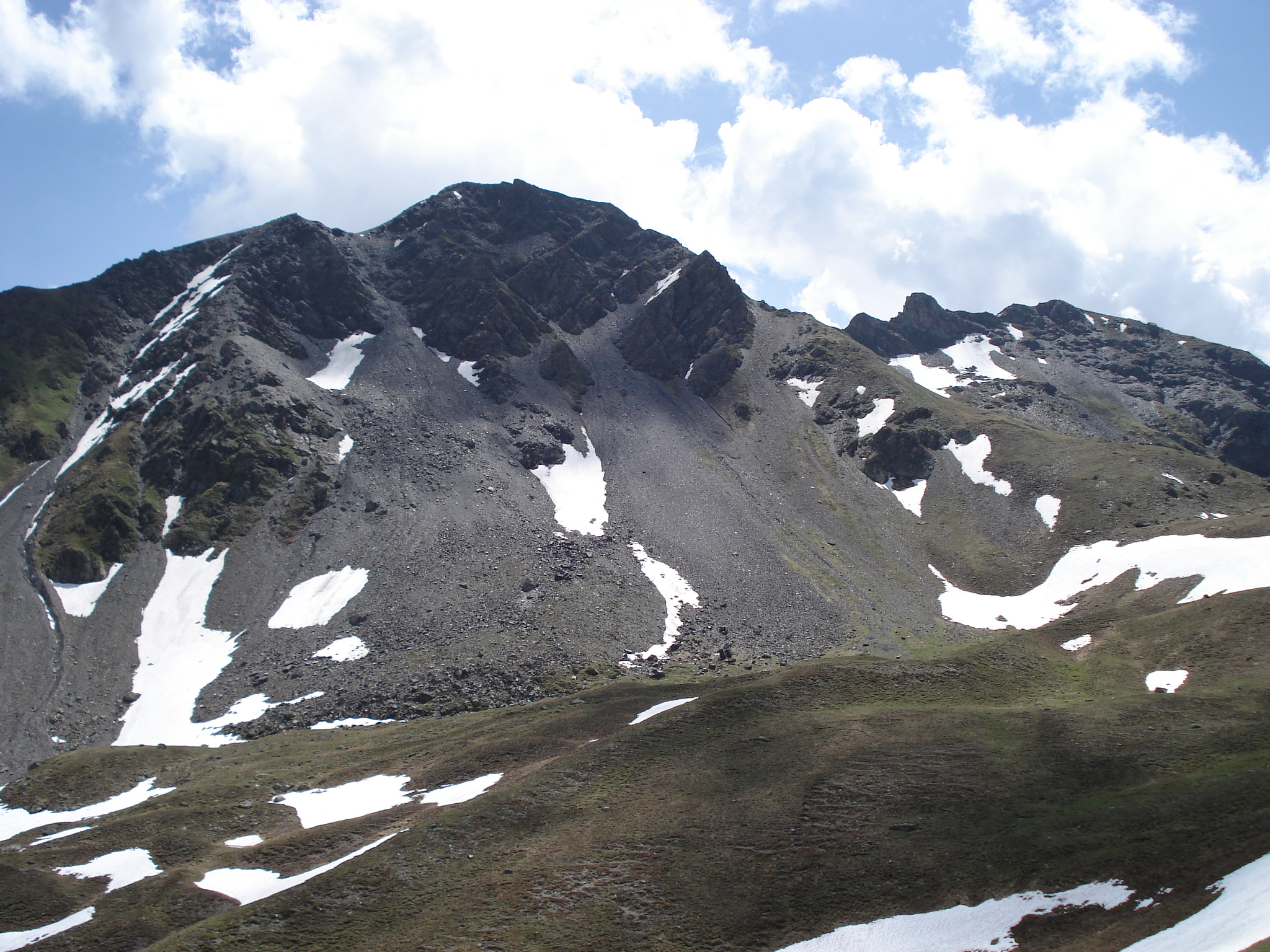
Das Parpaner Schwarzhorn
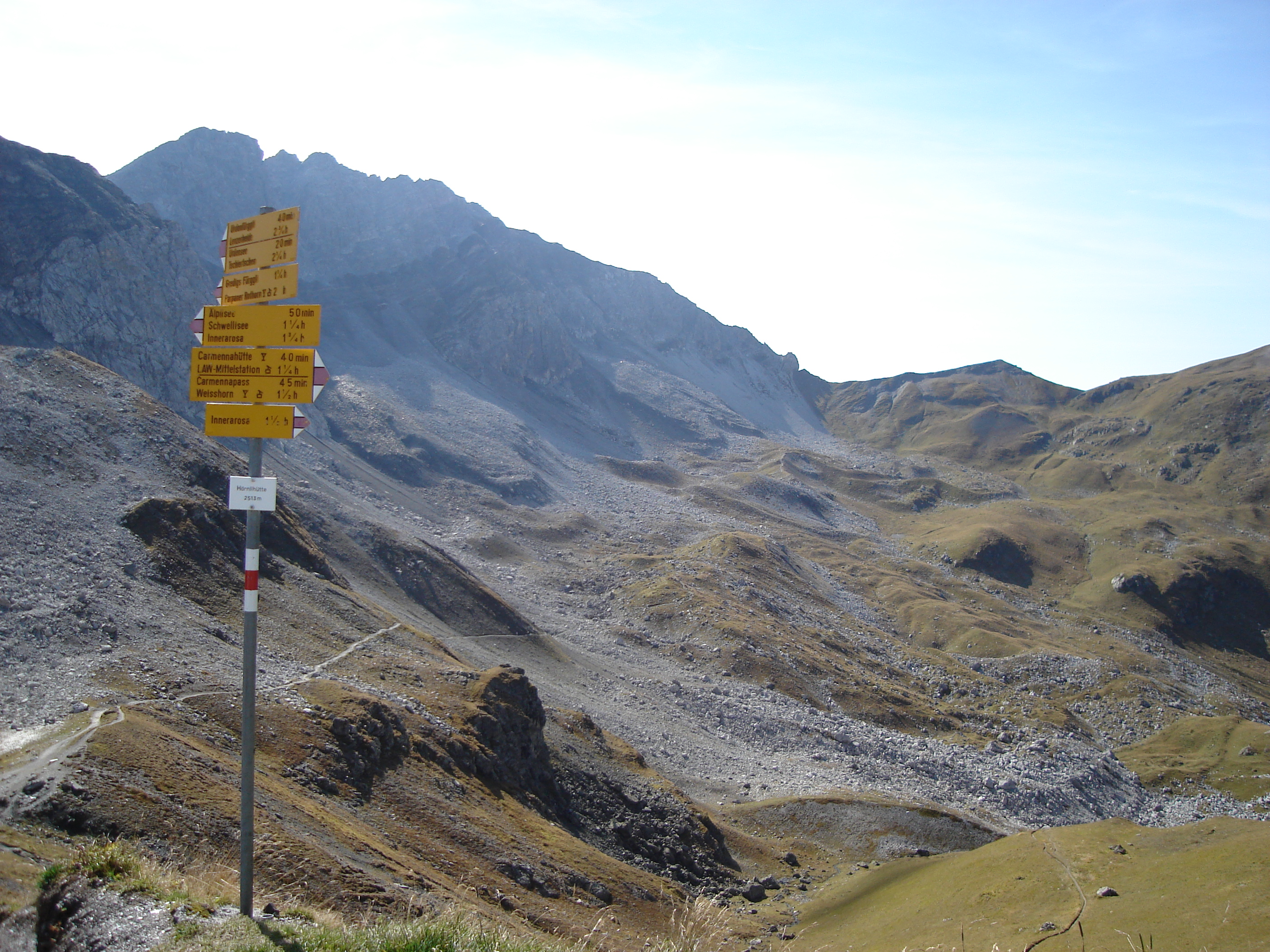
Blick von der Hörnlihütte zum Urdenfürggli
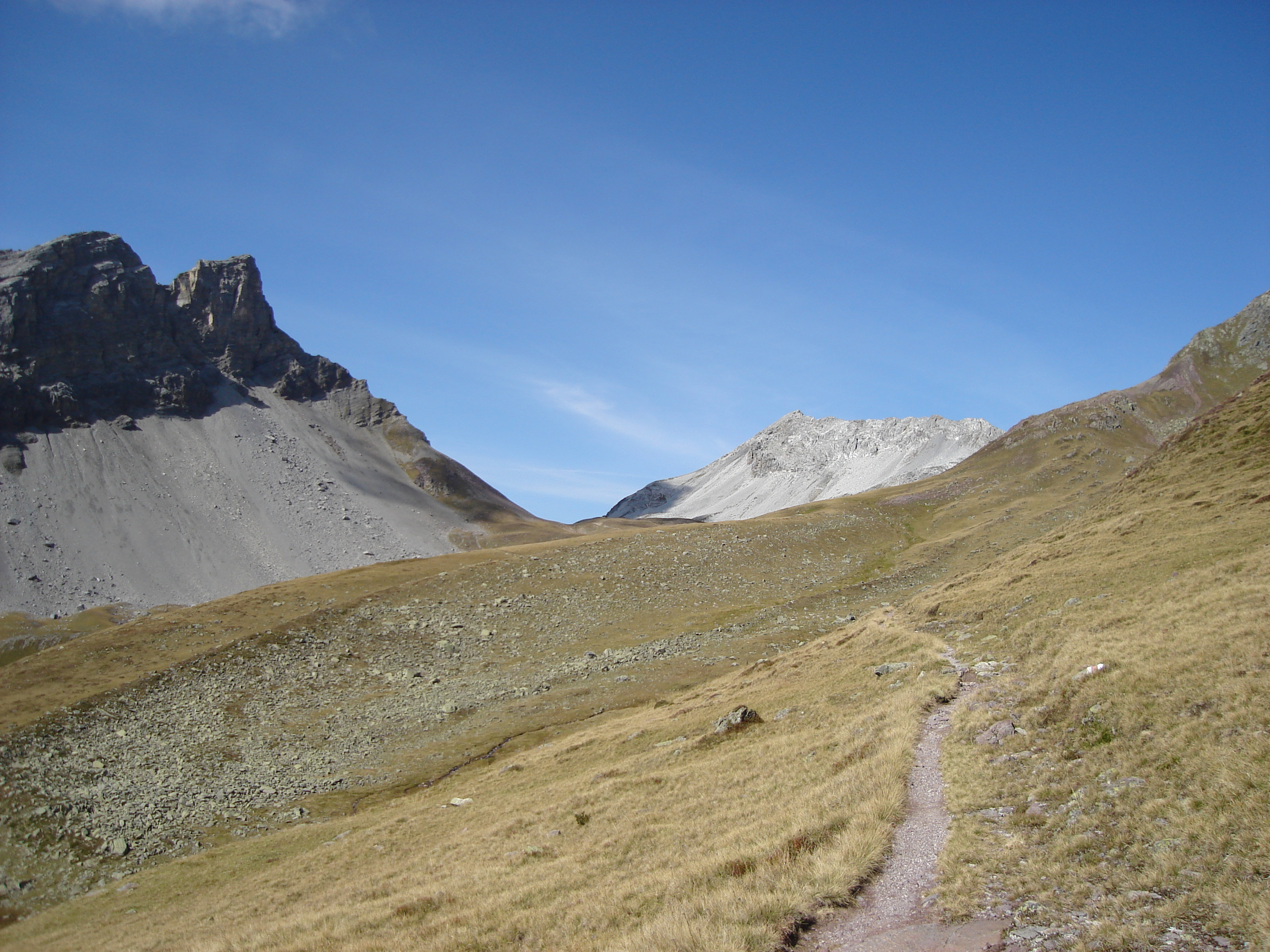
Die Maienfelder Furgga
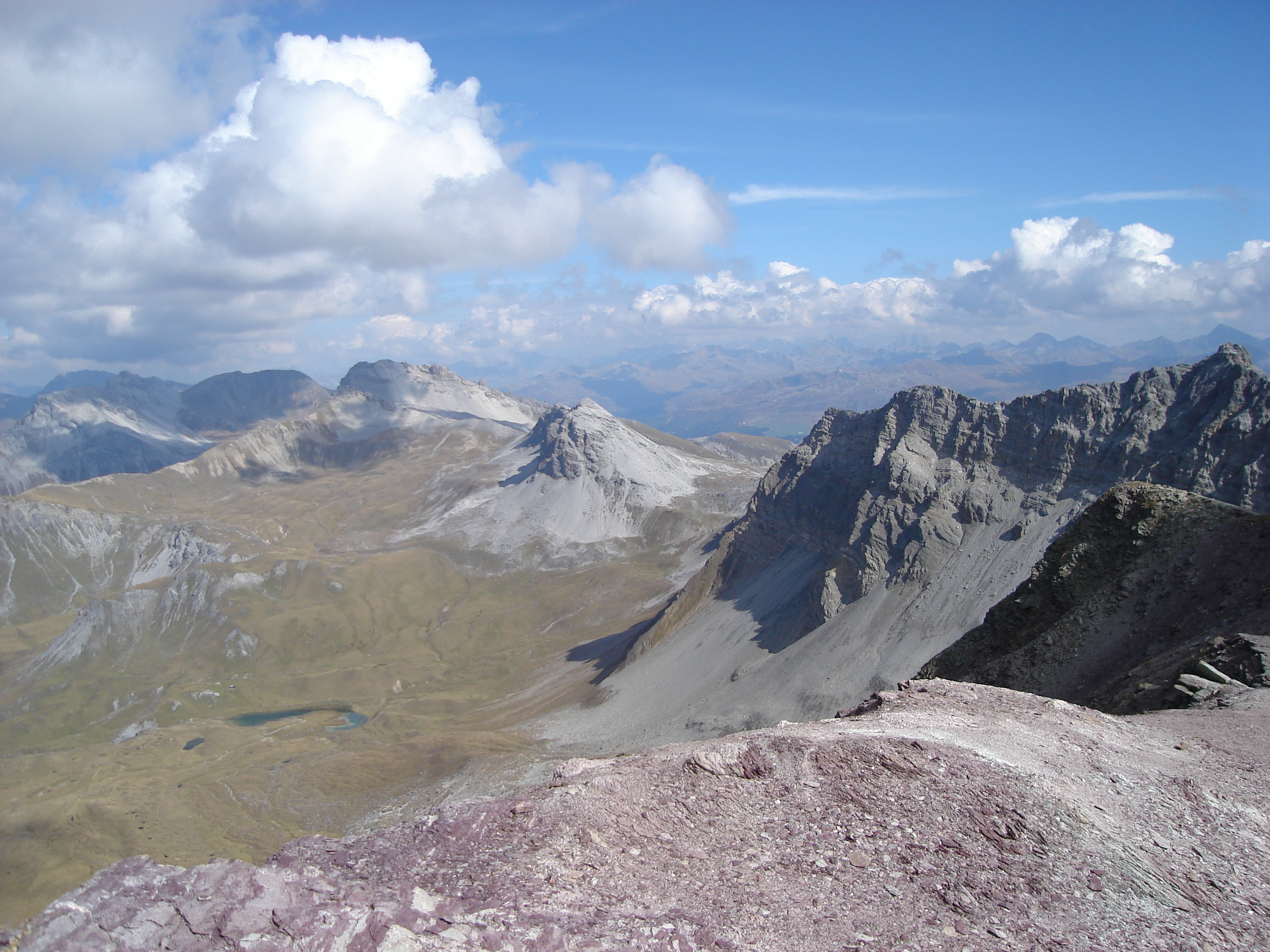
Auf dem Sandhubel, Blick zum Altein Tiefenberg